# Johnstown (város, New York)
Johnstown település az Amerikai Egyesült Államok New York államában, Fulton megyében, melynek megyeszékhelye is. Lakosainak száma 8204 fő (2020. április 1.).

## Népesség
A település népességének változása:

| 2010 | 8 743 |
| 2020 | 8 204 |